# Ivan Cankar
Ivan Cankar est un écrivain, dramaturge et poète slovène, né le 10 mai 1876 à Vrhnika et mort le 11 décembre 1918 à Ljubljana.

## Illustrations
Livres d'Ivan Cankar illustrés par Hinko Smrekar

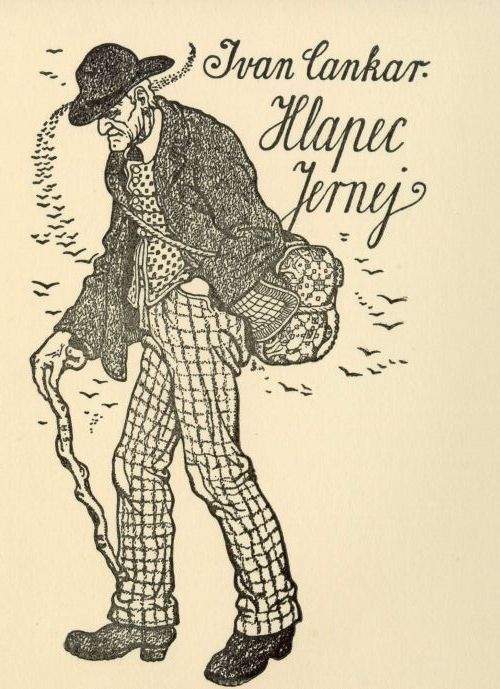
Hlapec Jernej
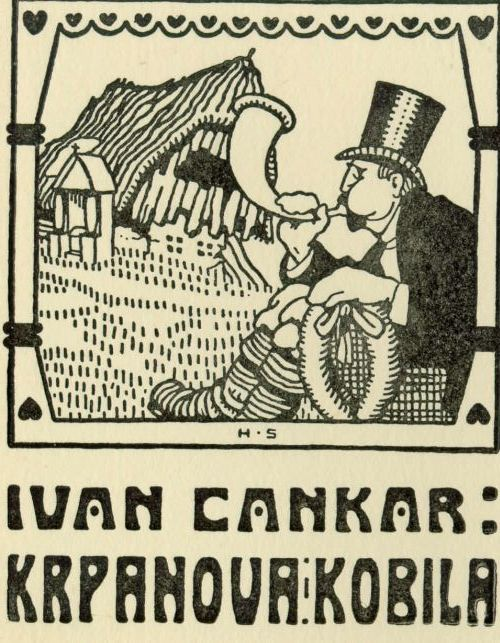
Krpanova kobila
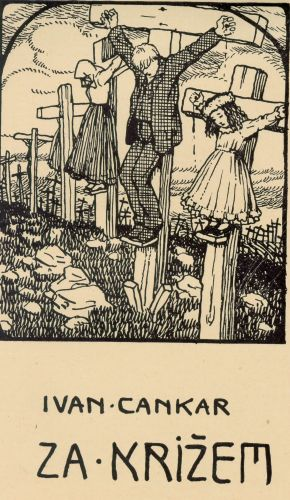
Za križem
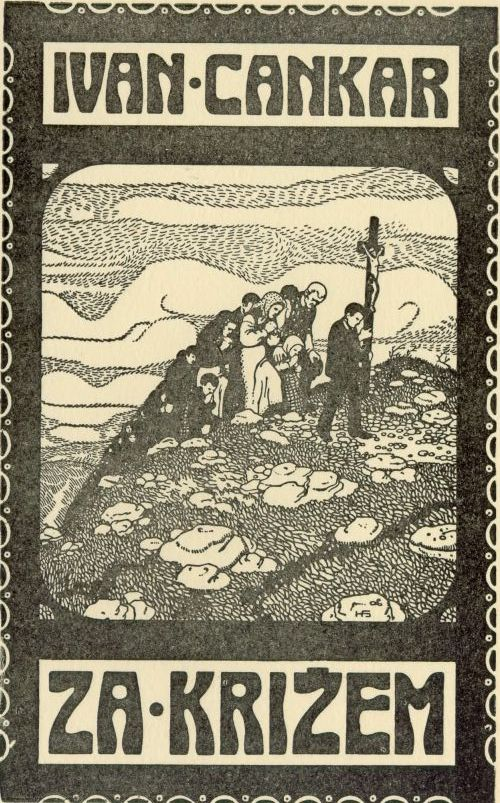
Za križem
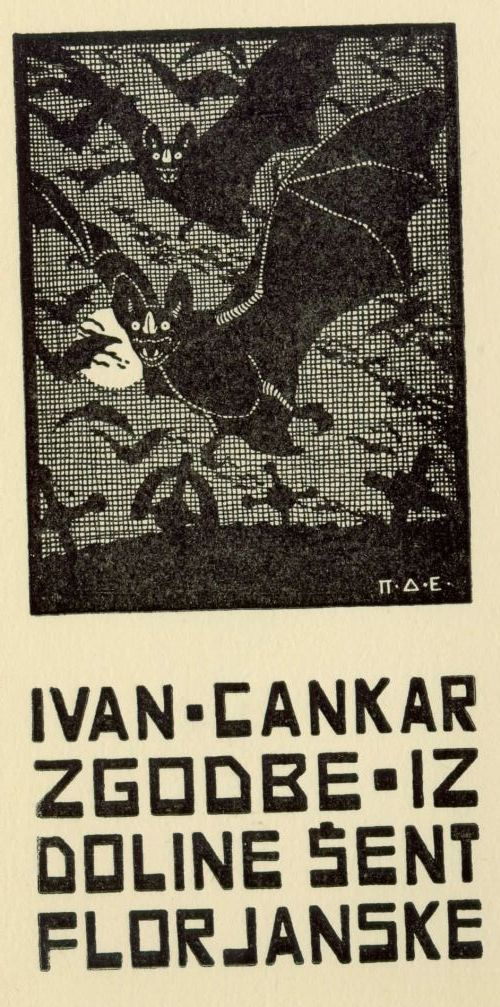
Zgodbe iz doline šentflorjanske
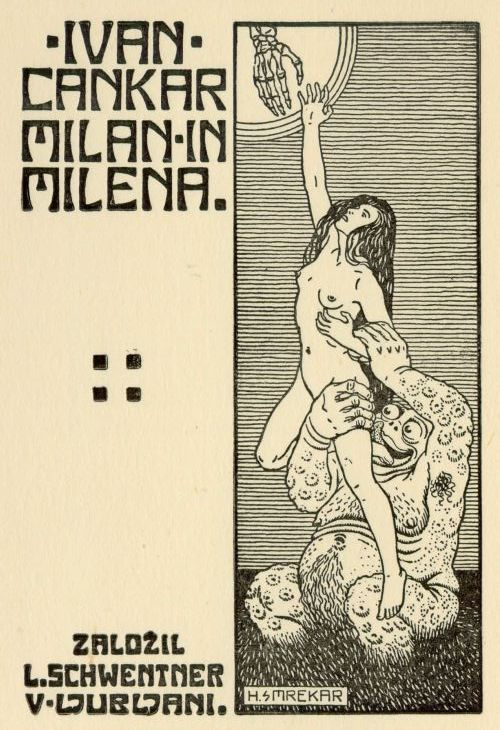
Milan in Milena
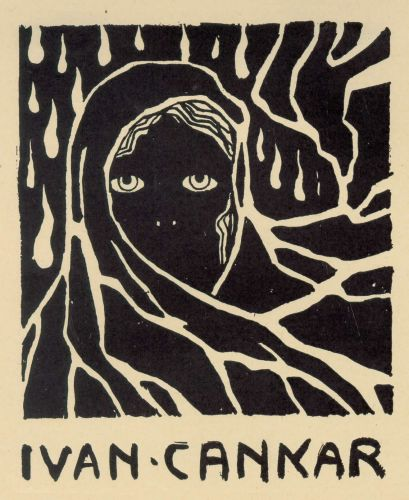
Gospo Judit
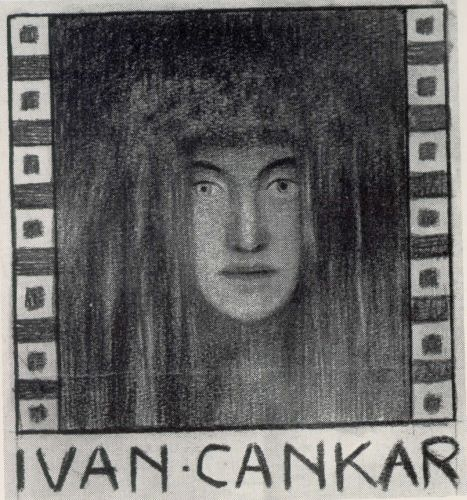
Gospo Judit
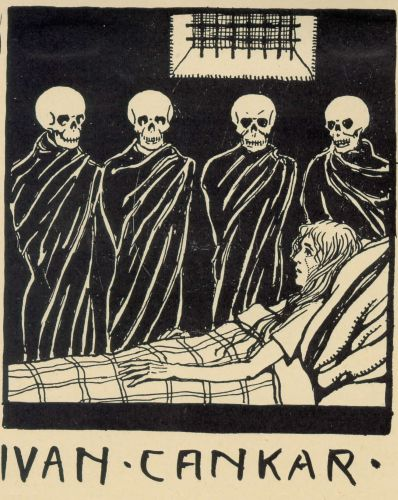
Cankarjevo knjigo
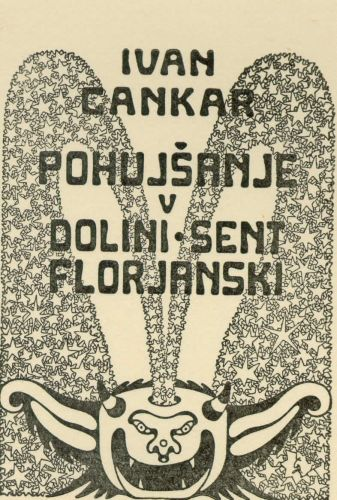
Pohujšanje v dolini šentflorjanski

## Œuvres

### Poésie
- Erotika (recueil, 1899, 2e édition 1902)

### Prose
- Vinjete (récits, 1899)
- Knjiga za lahkomiselne ljudi (nouvelles, 1901)
- Tujci (roman, 1901)
- Na klancu (roman) (1902)
- Ob zori (nouvelles, 1903)
- Življenje in smrt Petra Novljana (conte, 1903)
- Gospa Judit (conte, 1904)
- Hiša Marije pomočnice (roman, 1904)
- Križ na gori (roman, 1904)
- Potepuh Marko in kralj Matjaž (conte, 1905)
- V mesečini (nouvelles, 1905)
- Martin Kačur (roman, 1906)
- Nina (roman, 1906)
- Smrt in pogreb Jakoba Nesreče (conte, 1906)
- Aleš iz Razora (conte, 1907)
- Hlapec Jernej in njegova pravica (conte, 1907)
- Novo življenje (roman, 1908)
- Zgodbe iz doline šentflorjanske (1908)
- Kurent (conte, 1909)
- Sosed Luka (nouvelle, 1909)
- Za križem (nouvelles, 1909)
- Troje povesti (contes, 1911)
- Volja in moč (nouvelles, 1911)
- Milan in Milena (roman, 1913)
- Podobe iz sanj (récits, 1920)
- Mimo življenja (nouvelles, 1920)
- Moje življenje (récits, 1920)
- Grešnik Lenart (conte, 1921)
- Pages choisies, Ljubljana, 1931, trad S. et J. Jeras

### Théâtre
- Jakob Ruda (drame, 1901)
- Za narodov blagor (drame, 1901)
- Kralj na Betajnovi (drame, 1902)
- Pohujšanje v dolini šentflorjanski (drame, 1908)
- Hlapci (drame, 1910)
- Lepa Vida (drame, 1912)
- Romantične duše (drame, 1922)

### Essais
- Krpanova kobila (1907)
- Bela krizantema (1910)